# لابستر (فن‌آوری شبکه)
لابستر  (انگلیسی : LOBSTER) یک سیستم نظارت شبکه ای اروپایی بود که بر اساس پایش غیرفعال ترافیک اینترنت طراحی شده بود.هدف آن جمع‌آوری اطلاعات ترافیک به‌منظور بهبود عملکرد اینترنت و شناسایی رویدادهای امنیتی بود.

## اهداف
- ایجاد یک زیرساخت پیشرفته آزمایشی برای نظارت بر ترافیک اینترنت در اروپا، مبتنی بر حسگرهای غیرفعال شبکه.
- توسعه برنامه‌های نوآورانه برای نظارت بر عملکرد و امنیت ، که با استفاده از زیرساخت نظارت غیرفعال امکان‌پذیر است. همچنین طراحی ابزارهای مناسب برای ناشناس‌سازی داده‌ها به‌منظور جلوگیری از دسترسی یا دستکاری غیرمجاز در داده‌های اصلی ترافیک.

## تاریخچه
این پروژه از طرح SCAMPI، یک پروژه اروپایی که در سال‌های ۲۰۰۴ تا ۲۰۰۵ فعال بود، نشأت گرفت و هدف آن توسعه یک پلتفرم مقیاس‌پذیر برای نظارت بر اینترنت بود. پروژه LOBSTER توسط کمیسیون اروپا تأمین مالی شد و در سال ۲۰۰۷ به پایان رسید. این پروژه بخشی از «آزمایشگاه‌های شبکه‌های تحقیقاتی IST 2.3.5» شد که هدف آن کمک به بهبود زیرساخت اینترنت در اروپا بود.
در چارچوب این پروژه، ۳۶ حسگر LOBSTER توسط چندین سازمان در ۹ کشور اروپایی نصب شد. این سیستم در هر زمان قادر بود ترافیک بیش از ۲.۳ میلیون آدرس IP را نظارت کند. ادعا شده است که LOBSTER موفق به شناسایی بیش از ۴۰۰,۰۰۰ حمله اینترنتی شد.

## نظارت غیرفعال
سیستم LOBSTER بر پایه نظارت غیرفعال بر ترافیک شبکه طراحی شده بود. به‌جای جمع‌آوری خلاصه‌هایی از ترافیک در سطح جریان یا کاوش فعال شبکه، نظارت غیرفعال تمام بسته‌های IP (شامل سرآیندها و داده‌ها) را که از پیوند نظارتی عبور می‌کنند، ثبت می‌کند. این روش به نظارت غیرفعال اجازه می‌دهد تا اطلاعات کاملی از ترافیک واقعی شبکه را ثبت کند، که به حل دقیق‌تر مشکلات نظارتی در مقایسه با روش‌های مبتنی بر آمار جریان یا نظارت فعال منجر می‌شود.
برنامه‌های نظارت غیرفعالی که روی حسگرها اجرا می‌شدند، بر پایه MAPI (رابط برنامه‌نویسی پایش) توسعه یافته بودند؛ یک رابط برنامه‌نویسی پیشرفته که در چارچوب پروژه‌های SCAMPI و LOBSTER طراحی شد. MAPI به برنامه‌نویسان این امکان را می‌دهد که نیازهای نظارتی پیچیده خود را به‌طور دقیق بیان کنند و تنها میزان اطلاعاتی را که به آن نیاز دارند انتخاب کنند، و به این ترتیب تعادلی بین بار نظارت و حجم اطلاعات دریافتی برقرار کنند. علاوه بر این، MAPI قابلیت توسعه برنامه‌های نظارت غیرفعال شبکه به‌صورت توزیع‌شده و از راه دور را فراهم می‌کند، به‌طوری‌که این برنامه‌ها می‌توانند داده‌های نظارتی را از چندین حسگر نظارتی از راه دور دریافت کنند.

## برنامه‌های توسعه‌یافته
حسگرهای LOBSTER که توسط سازمان‌های مختلف مدیریت می‌شدند، ترافیک شبکه را با استفاده از برنامه‌های اندازه‌گیری گوناگون پایش می‌کردند. تمامی این برنامه‌ها بر اساس نیازهای هر سازمان و در چارچوب پروژه LOBSTER با استفاده از MAPI توسعه یافتند.
- Appmon: یک برنامه برای طبقه‌بندی دقیق ترافیک شبکه به تفکیک هر برنامه.
- Stager: سیستمی برای تجمیع و نمایش آمارهای شبکه.
- ABW: برنامه‌ای که بر اساس DiMAPI (رابط برنامه‌نویسی توزیع‌شده پایش) LOBSTER و کتابخانه tracklib نوشته شده است.